# Округ Вошера (Висконсин)
Вошера (енгл. Waushara County) је округ у америчкој савезној држави Висконсин.

## Демографија
По попису из 2010. године број становника је 24.496, што је 1.342 (5,8%) становника више него 2000. године.
| Група             | 2000.          | 2010.          |
| Белци             | 21.939 (94,8%) | 22.317 (91,1%) |
| Афроамериканци    | 62 (0,3%)      | 454 (1,9%)     |
| Азијати           | 80 (0,3%)      | 94 (0,4%)      |
| Хиспаноамериканци | 848 (3,7%)     | 1.329 (5,4%)   |
| Укупно            | 23.154         | 24.496         |